# Kingdom Hearts II Final Mix
Kingdom Hearts II Final Mix es una versión de Kingdom Hearts II que salió exclusivamente para PlayStation 2 en Japón en el pack Kingdom Hearts II Final Mix+ junto con Kingdom Hearts Re:Chain of Memories. 
Posteriormente salió en Occidente para PlayStation 3 en el pack Kingdom Hearts HD 2.5 ReMIX y en marzo de 2017 fue relanzado en PlayStation 4 en un pack que incluye los 2 packs que se vendían por separado en PlayStation 3 (Kingdom Hearts HD 1.5+2.5 ReMIX). El juego aporta novedades como un jefe secreto en el Castillo Disney y tener la oportunidad de luchar contra los 5 miembros de la Organización XIII que salieron en Kingdom Hearts: Chain of Memories. 
A continuación se exponen los lugares donde se producen tales batallas:
- Larxene: Port Royal - Isla de Muerta.
- Lexaeus: Villa Crepúsculo - Solar deportivo.
- Marluxia: Castillo de Bestia - Habitación de Bestia.
- Vexen: Agrabah - Tienda del mercader.
- Zexión: Inframundo.

Otra novedad del pack Kingdom Hearts II Final Mix+ es la posibilidad de ver en 3D las escenas en el modo Teatro de Riku y Sora en Kingdom Hearts Re:Chain of Memories. Tan solo es necesario completar el modo Historia correspondiente. 
Nuevos niveles de dificultad:
- Dificultad Principiante.
- Dificultad Estándar.
- Dificultad Orgulloso.
- Dificultad Crítico.

## Cambios y añadiduras enKingdom Hearts II Final Mix
1. Tras pasarse el juego se desbloquea: 
- El modo Teatro.
- Una nueva entrada en el Diario de Pepito.
- Un enfrentamiento contra Sentimiento persistente o Lingering Sentiment (Terra).

2. Se puede luchar contra las Escencias Intangibles, versiones diferentes de las batallas de datos de los miembros de la Organización XIII de Kingdom Hearts: Chain of Memories.
3. Una nueva mazmorra aparece, llamada Cavern of Remembrance (Gruta de la Evocación). 
4. Una corona aparece en la cabeza de Sora al derrotar a alguno de los siguientes enemigos: 
- Lingering Sentiment (oro).
- Todas la batallas de datos (plata).
- Todas las setas sincorazón de la Organización XIII (bronce).

5. Nuevo vídeo secreto (a modo de tráiler para Kingdom Hearts Birth by Sleep).
6. Nuevas escenas añadidas: 
- A. Lo que espera la Organización XIII: la disposición de los traidores - Al fin del 4º día con Roxas.
- B. Tres personas en la Colina del Ocaso - Villa Crepúsculo después de que Sora coja el tren.
- C. Lo que espera la Organización XIII: el Héroe de la Luz - Tras terminar el Episodio 1 de Bastión Hueco.
- D. Lo que espera la Organización XIII: el informe de Saïx - Tras terminar el Episodio 1 de Villa Crepúsculo.
- E. La etapa oculta - Bastión Hueco, Episodio 2, tras los eventos en las puertas del castillo.
- F. La verdad sobre la Cámara del sueño - Tras la escena E.
- G. Lo que espera la Organización XIII: mover todo hacia afuera - Bastión Hueco, Episodio 1, tras conseguir el primer informe de Ansem.
- H. Lo que espera la Organización XIII: Brecha - Villa Crepúsculo, Episodio 2, tras derrotar a los incorpóreos con Axel.
- I. El significado de Roxas - El Mundo Inexistente, Episodio 1, tras derrotar a Roxas.
- J. El adiós a un amigo - Tras la escena I.
- K. Todo comienza - el Mundo Inexistente, Episodio 1, tras derrotar a Saïx.
- L. El fin de todo - el Mundo Inexistente, Episodio 1, tras derrotar a Xemnas por segunda vez.

7. Nuevos enemigos y cambios de estadísticas: 
- 20 jefes nuevos.
- 12 enemigos nuevos.

8. Nuevos añadidos a la nave Gumi.
9. Se han añadido ilustraciones bajo el logo del mundo.
10. Las fuentes de las letras mostradas en pantalla han cambiado, así como los números de las cuentas atrás.
11. Ahora puedes encontrar piezas de puzle en cada área para el modo Colección de Piezas. 
12. Cofres adicionales y contenido de todos cambiado.
13. Cambios en Villa Crepúsculo: 
- Condiciones para acabar la batalla enfrente de la estación: ahora es consigue dar 100 golpes, que la vida baje por debajo del 30% o pelea al menos 90 segundos.
- Se puede obtener la forma Suma.
- Se ha añadido el espejo de la forma Suma.
- Añadido el evento Piezas de Puzzle.

14. Cambios en Bastión Hueco: 
- Tras el evento con Sephiroth aparece una escena donde se ve a Yuna, Rikku y Paine saliendo volando de un agujero en la pared.

15. Cambios en Tierra de Dragones: 
- Las cajas y las carretas no reaparecen tras salir y entrar de la zona (de esta manera no puedes obtener tan fácilmente bolas de fusión).

16. Cambios en el Castillo de Bestia: 
- Las condiciones para terminar la batalla en la sala de estar han cambiado: ahora es consigue dar 100 golpes, que la vida baje por debajo del 30% o pelea al menos 90 segundos.

- Cogsworth se cansa más fácilmente.

17. Cambios en el Coliseo del Olimpo: 
- Evento añadido: Absent Silhouette.
- Las condiciones para acabar la batalla contra Pete han cambiado: el tiempo límite ha cambiado de 2 minutos a 90 segundos.

18. Cambios en el Castillo Disney: 
- Los enemigos no sueltan premios mientras proteges a Minnie.
- La Entrada Misteriosa aparece (completa todos los episodios excepto los torneos del Inframundo y guarda datos a partir de otros con los que ya hayas completado el juego).
- El Moguri desaparecerá tras aparecer la Entrada Misteriosa.

19. Cambios en Río Eterno: 
- Cambios en las 4 ventanas de batalla.

20. Cambios en Agrabah: 
- Han cambiado las condiciones para acabar la pelea en el callejón: consigue asestar 100 golpes, vida por debajo del 30% o pelea durante 90 segundos.

21. Cambios en Ciudad de Halloween: 
- Nueva vestimenta y música en Ciudad de la Navidad.

22. Cambios en el Bosque de los 100 Acres:
- El tiempo para el episodio 4 ha cambiado de 3 a 5 minutos.
- Las reglas del episodio 5 han cambiado.

23. Cambios en el Mundo Inexistente: 
- Debes pelear contra Roxas.

24. Cambios del sistema. Añadidos del modo Crítico: 
- Comparado con el modo Normal, los enemigos hacen el doble de daño, excepto las Setas de la Organización XIII, que hacen 1.25 veces de daño.
- Empiezas el juego con las habilidades Extrareacción, Letal+, 2 Atracción, ¡Vaya Suerte!, Prisa PM+, y EXP cero (no se pueden activar hasta el tercer día con Roxas).
- Roxas empieza con 50 puntos de vitalidad.
- Cuando subes de nivel, los puntos de vitalidad aumentan en 3 en vez de en 2.
- Comparado con el modo Normal, recibes la mitad de VIT y PM.
- Comparado con el modo Normal, recibes un tercio de la experiencia obtenida.
- Encima del archivo de guardado aparece Modo Maníaco.
- Conseguir el final secreto es más fácil.
- En la pantalla del navegador de PlayStation 2 hay un símbolo colocado encima del archivo de partida guardada.

25. El Menú de Estado ha cambiado: 
- Cuando eliges a Sora en el menú Condición, el nivel de la forma Suma se muestra entre la forma Sabia y la forma Maestra.

26. Llenar la barra de fusión es más fácil (por ejemplo, originalmente recibes un 1/3 de barra al atacar a jefes, pero ahora recibes 3/4).
27. El límite máximo para la barra de fusión es ahora de 9.
28. Nuevos objetos añadidos:
—Armas:
- Dos Serán Uno - Derrota a Roxas.
- Prueba Triunfal - Completa todos los desafíos de la Setas de la Organización XIII.
- Cetro Conjurador+ - Lo suelta Nigromante (1% de posibilidades).
- Centurión - Orfebre.
- Centurión+ - Orfebre.
- Seta Placentera - Lo sueltan las Setas de la Organización XIII impares.
- Seta Placentera+ - Lo sueltan las Setas de la Organización XIII impares.
- Seta Preciada - Lo sueltan las Setas de la Organización XIII impares.
- Seta Preciada+ - Lo sueltan las Setas de la Organización XIII impares.
- Seta Elite - Lo sueltan las Setas de la Organización XIII impares.
- Disco Akáshico+ - Lo suelta el Arcanista.
- Orgullo Helado - Orfebre.
- Orgullo Helado+ - Orfebre.
- Seta Feliz - Lo sueltan las Setas de la Organización XIII pares.
- Seta Feliz+ - Lo sueltan las Setas de la Organización XIII pares.
- Seta de platino - Lo sueltan las Setas de la Organización XIII pares.
- Seta de platino+ - Lo sueltan las Setas de la Organización XIII pares.
- Seta Limitada - Lo sueltan las Setas de la Organización XIII pares.

—Nuevos Accesorios:
- Anillo ejecutivo - Completa un puzle.
- Códice Tenebroso - Orfebre.
- Códice Tenebroso+ - Orfebre.
- Penaflor - Orfebre.
- Penaflor+ - Orfebre.
- Receta - Derrota a la Absent Silhouette de Zexión.
- Receta - Derrota a la Absent Silhouette de Larxene.
- Receta - Derrota a la Absent Silhouette de Lexaeus.
- Receta - Derrota a la Absent Silhouette de Vexen.
- Receta - Derrota a la Absent Silhouette de Marluxia.
- Documento raro - Completa un puzle.
- Prueba de conexión - Derrota a Terra.
- Prueba de Inexistencia - Derrota a las Data Battles.
- Prueba tranquila - Completa todos los retos de las Setas de la Organización XIII.

—Nuevos objetos de síntesis que sueltan los enemigos (posibilidades de que lo suelten):
- Guijarro de los recuerdos - Perplejo (6%), Martillo férreo (10%), Lanzador Silente (6%).

- Piedra de los recuerdos - Vikingo volador (6%), Fantasma mágico (10%), Guerrero de la Lanza (10%), Domador (10%), Parachoques malvado (6%).

- Roca de los recuerdos - Metal cian (10%), Arcanista (10%), Parachoques malvado (12%).

- Cristal de los recuerdos - Temerario (12%).

- Guijarro tranquilo - Seta sincorazón de la Organización XIII (???).

- Piedra tranquila - Seta sincorazón de la Organización XIII (???).

- Roca tranquila - Seta sincorazón de la Organización XIII (???).

- Cristal tranquilo - Seta sincorazón de la Organización XIII (???).

- Visión aparente - 3 cofres del tesoro, premio de colección de síntesis de clase A, completa un puzle, derrota a Terra.

- Visión perdida - 1 cofre del tesoro, premio de colección de síntesis de clase S, Absent Silhouette y Absent Silhouette Data.

—Nuevos enemigos:
- Metal cian es como el Jazz Carmesí o Azul esmeralda.

- Vikingo volador es como el Pirata volador.

- Fantasma mágico es como la Ilusión fantasmal.

- Anzuelo es como el Gancho vampiro.

- Arcanista es como el Bibliotecario.

- Martillo férreo es como el Martillo furioso.

- Parachoques malvado es como el Coche loco.

- Lanzador Silente es como el Cañón.

- Temerario es como el Devastador.

- Guerrero de la Lanza es como el Lancero.

- Nigromante es como el Chamán.

- Campeón aéreo es como el Aviador maligno.

29. La Gruta de la Evocación (追憶の洞, Tsuioku no Hora?) es un área de Vergel Radiante en Kingdom Hearts 2: Final Mix. Se sugiere que el jugador esté en un alto nivel, pues los enemigos dentro son extremadamente de gran alcance (rivalizado solamente por los enemigos en la taza de la paradoja de Hades). La cueva lleva a un patio conocido como el jardín de la ensambladura, que tiene trece portales que contengan las reproducciones de los datos de los miembros de la Organización XIII. A través de la parte posterior del jardín de la ensambladura, Sora puede llegar al sitio de la restauración, en el jardín radiante, estableciendo relaciones a esa área. Esa manera, Sora no tiene que pasar con toda la caverna de la conmemoración llegar al jardín de la ensambladura. 
La entrada, caverna de la conmemoración: Las profundidades, asimientos un globo en la sección izquierda, que las gotas conducen orbes y también permiten que usted obtenga artículos. Continuando yendo una llanura más profunda adentro usted llevará eventual a un pasillo con muchos sin corazón de gran alcance. No obstante esto se puede evitar por varios caminos en el cuarto, que se puede alcanzar usando las capacidades Sora del crecimiento aprende de sus formas de la impulsión. El vaciamiento de esta área requiere el salto de altura LV2. Los cuartos más allá de las profundidades incluyen el área de la explotación minera, en la cual Sora debe montar torbellinos y salto y deslizarse para conseguir más allá de la maquinaria, y el compartimiento del motor, en el cual Sora puede conseguir dañado por el vapor y despiadado, por ejemplo el dejar perplejo, el campeón del aire, el imprudente, el aire Vikingo, el Runemaster, volando alrededor mientras que siendo impedido por las bandas transportadoras. Cada sitio es separado por una sección de un área extensa llamada el pozo de extracción, en el cual Sora debe utilizar sus capacidades aprendidas de sus formas (aprisa funcionamiento LV3 para la primera grada, ventilar el regate LV2 para el segundo y deslizar LV2 para el tercero) para conseguir más allá de los obstáculos. Después de cada obstáculo es una batalla despiadada con guion. El segundo al área pasada, transporte a la conmemoración, es un pasillo blanco con tres que nadie agita. El Nobodies es mucho más resistente que los ordinarios y puede servir hacia fuera cantidades enormes de daño, así que venga preparado. Después de que cada onda, su HP sea restaurada completamente. Ese es después el jardín de la ensambladura, en el cual se almacenan las reproducciones de los datos. Sora debe activar una computadora para tener acceso a las batallas de los datos. La computadora se puede alcanzar en caulquier momento, it' s apenas que si hay algunas batallas ese Sora hasn' t terminado con todo (por ejemplo Xigbar o Vexen), las batallas de los datos no puede ser alcanzado. Observe que las batallas de los datos de los miembros de la organización que se luchan en el argumento de los corazones del reino II se pueden alcanzar solamente después de datos del claro del ahorro, es decir después de derrotar Xemnas forma final una vez. Derrotando todos los datos lucha causas un pecho de tesoro que contiene la prueba no existente para aparecer.